# Efekt Stolpera-Samuelsona
Efekt Stolpera-Samuelsona – ruch cen czynników produkcji, który zostaje uruchomiony przez handel międzynarodowy, polegający na wzroście cen czynnika w jakimś kraju obfitego i spadku cen czynnika w danym kraju rzadkiego, prowadzi do wzrostu realnych dochodów właścicieli czynnika obfitego oraz spadku realnych dochodów właścicieli czynnika produkcji w danym kraju rzadkiego.
Zmiany realnych dochodów właścicieli czynników produkcji znajdują zdaniem niektórych odbicie w działaniu grup nacisków. Właściciele obfitego czynnika produkcji są na ogół zwolennikami wolnego handlu, a posiadacze rzadkiego czynnika produkcji opowiadają się za wprowadzeniem ograniczeń handlowych.